# Phyllocolpa anomaloptera
Phyllocolpa anomaloptera är en stekelart som först beskrevs av Förster 1854.  Phyllocolpa anomaloptera ingår i släktet Phyllocolpa, och familjen bladsteklar. Det är osäkert om arten förekommer i Sverige.